# Huirocoba
Huirocoba o también Güirocoba, es una localidad rural perteneciente al municipio de Álamos ubicada en el sureste del estado mexicano de Sonora cercana a los límites divisorios con los estados de Chihuahua y Sinaloa. Según los datos del Censo Poblacional y de Vivienda realizado en 2020 por el Instituto Nacional de Estadística y Geografía (INEGI), Huirocoba tiene un total de 121 habitantes. Fue fundada a principios del siglo XIX al descubrirse yacimientos de minerales en la zona. Fue erigida el 13 de abril de 1935 como una comisaría, comprendiendo en ese entonces los ranchos de Choquinahui, Cieneguita y Agua Caliente de Ávila.